# Svatojanský Újezd
Svatojanský Újezd (en allemand : Aujest Sankt Johann) est une commune du district de Jičín, dans la région de Hradec Králové, en Tchéquie. Sa population s'élevait à 104 habitants en 2022.

## Géographie
Svatojanský Újezd se trouve à 3 km à l'ouest du centre de Lázně Bělohrad, à 13 km à l'est de Jičín, à 32 km au nord-ouest de Hradec Králové et à 88 km au nord-est de Prague.
La commune est limitée par Lázně Bělohrad au nord et à l'est, par Šárovcova Lhota au sud, et par Mlázovice et Choteč à l'ouest.

## Histoire
La première mention écrite de la localité date de 1354.

## Transports
Par la route, Svatojanský Újezd se trouve à 11 km de Hořice, à 16 km de Jičín, à 39 km de Hradec Králové et à 111 km de Prague. 